# 厦门市杏南中学
24°34′01″N 118°02′46″E / 24.566997°N 118.046081°E
厦门市杏南中学，又称厦门理工学院附属中学，是中国福建省厦门市集美区的完全中学，创于1990年。2014年，学校高中部搬至新建的后溪校区。

## 沿革
1990年8月，厦门市政府同意在杏林地区开办厦门市杏南中学。鉴于校舍在基建中，新招入的初中班学生，暂时合署在厦门第十中学上课。至1993年9月1日才搬入新校区杏南中学上课。1998年10月，杏南中学成为一所完全中学。2003年，杏南中学被确认为“福建省普通中学三级达标学校”。2006年，杏南中学高中部被确认为“福建省二级达标高中”。2009年，荣获福建省传统体育学校。2011年，荣获省级语言文字规范化示范校。2016年，荣获福建省一级达标高中

## 相关链接
- 厦门杏南中学网站